# Manching
Manching – gmina targowa w Niemczech, w kraju związkowym Bawaria, w rejencji Górna Bawaria, w regionie Ingolstadt, w powiecie Pfaffenhofen an der Ilm. Leży około 21 km na północ od Pfaffenhofen an der Ilm, w pobliżu Ingolstadtu, nad rzeką Paar, przy autostradzie A9, drodze B16 i linii kolejowej Ingolstadt – Ratyzbona. Na terenie gminy znajduje się lotnisko wojskowe Ingolstadt-Manching z częścią przeznaczoną dla lotnictwa cywilnego, która od 15 kwietnia 2015 jest oficjalnym przejściem granicznym.

## Wykopaliska archeologiczne
W pobliżu miejscowości odkryto największe ze znanych oppidiów (osad obronnych z okresu lateńskiego) – oppidum Manching, zajmujące powierzchnię 380 ha, otoczone było murem (murus gallicus) o długości 7 200 metrów.
Położona przy przeprawie rzecznej oraz otoczona bagnami i strumieniami, osada była najprawdopodobniej główną siedzibą celtyckiego plemienia Windelików, a także ważnym centrum gospodarczym i przemysłowym. Prace wykopaliskowe ujawniły obecność warsztatów obróbki żelaza, odlewania brązu, wyrobów ze szkła oraz garncarskich.

## Dzielnice
W skład gminy wchodzą następujące dzielnice: Manching, Oberstimm, Niederstimm, Pichl, Forstwiesen, Westenhausen, Lindach i Rottmannshart.

## Demografia
Dane o ludności z 31 grudnia 2008:
| Opis                                | Ogółem | Ogółem | Kobiety | Kobiety | Mężczyźni | Mężczyźni |
| ----------------------------------- | ------ | ------ | ------- | ------- | --------- | --------- |
| Jednostka                           | osób   | %      | osób    | %       | osób      | %         |
| Populacja                           | 11 300 | 100    | 5709    | 50,52   | 5591      | 49,48     |
| Wiek przedprodukcyjny (0–17 lat)    | 2090   | 18,5   | 1037    | 9,18    | 1053      | 9,32      |
| Wiek produkcyjny (18–65 lat)        | 7181   | 63,55  | 3556    | 31,47   | 3625      | 32,08     |
| Wiek poprodukcyjny (powyżej 65 lat) | 2029   | 17,96  | 1116    | 9,88    | 913       | 8,08      |

## Polityka
Wójtem gminy jest Herbert Nerb z FW, wcześniej urząd ten obejmował Otto Raith, rada gminy składa się z 24 osób.
|      | CSU | SPD | FW | UWG | Razem |
| 2008 | 10  | 6   | 7  | 1   | 24    |
| 2002 | 11  | 5   | 7  | 1   | 24    |

## Oświata
W gminie znajduje się 6 przedszkoli, 2 szkoły podstawowe (24 nauczycieli, 461 uczniów), Hauptschule (19 nauczycieli, 299 uczniów) oraz Realschule (40 nauczycieli i 842 uczniów).